# Passerelle himalayenne de l'Ébron
La passerelle himalayenne de l'Ébron franchit l'Ébron au début du lac de Monteynard-Avignonet, entre les communes de Lavars et Treffort, dans le Trièves, en Isère, en France.

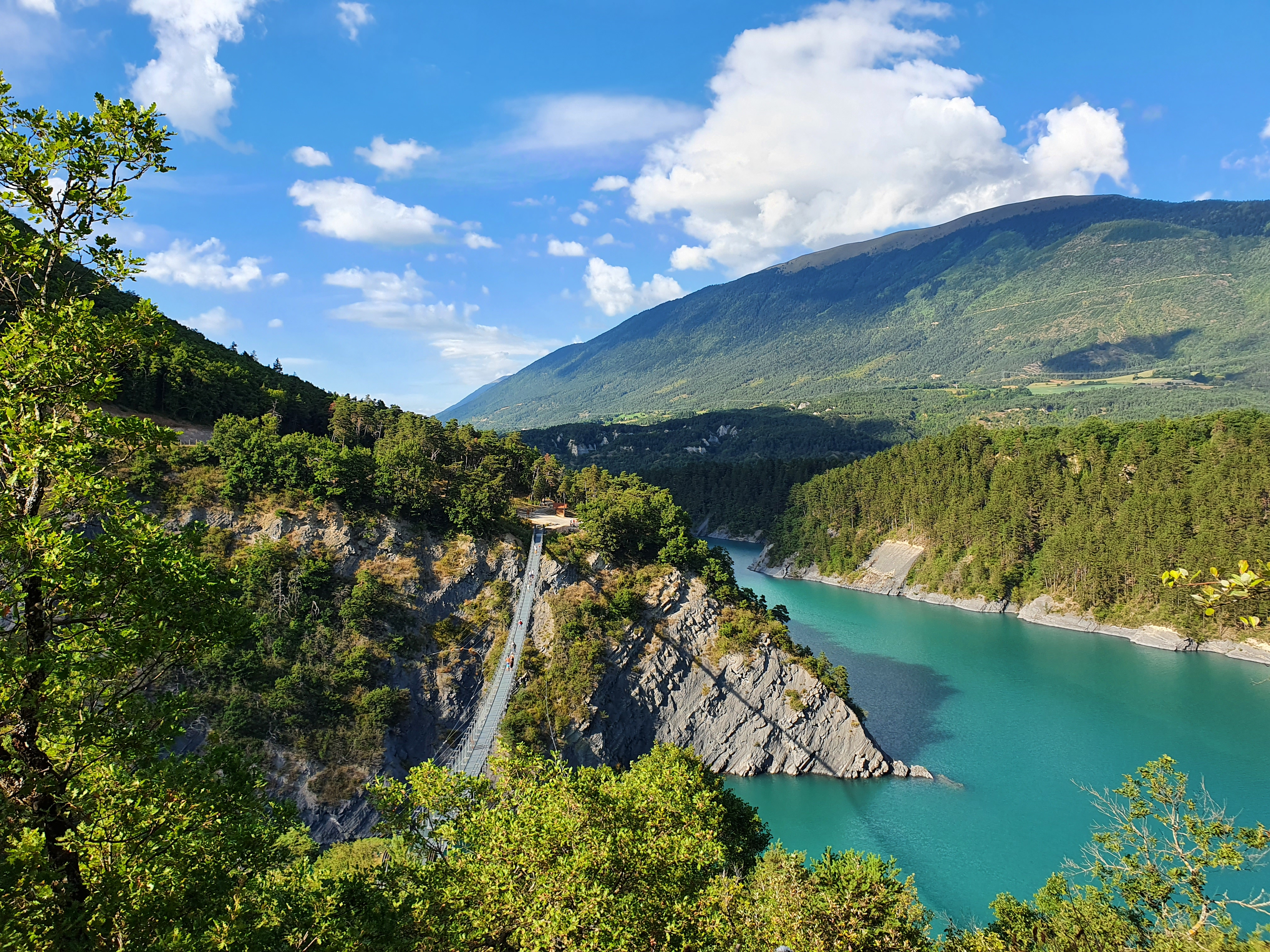
Vue de la passerelle depuis la rive droite avec le lac de Monteynard-Avignonet en contrebas sur la droite, dominés par le Sénépy sur la droite.